# Orinduik Airport
Orinduik Airport är en flygplats i Guyana.   Den ligger i regionen Potaro-Siparuni, i den centrala delen av landet, 300 km sydväst om huvudstaden Georgetown. Orinduik Airport ligger 570 meter över havet.
Terrängen runt Orinduik Airport är kuperad österut, men västerut är den platt. Orinduik Airport ligger nere i en dal.  Trakten runt Orinduik Airport är nära nog obefolkad, med mindre än två invånare per kvadratkilometer. Omgivningarna runt Orinduik Airport är huvudsakligen savann.